# Aeroportul Ust-Maya
Aeroportul Ust-Maya (IATA: UMS, ICAO: UEMU) este un aeroport din Iacutia, Rusia ce deservește zona Ust-Maia⁠(d). Aeroportul a fost tranzitat în 2017 de 10.676 de pasageri. A fost numit după zona deservită.
aeroportul dispune de o singură pistă.